# Ethel Lackie
Ethel Lackie (Estados Unidos, 10 de febrero de 1907-15 de diciembre de 1979) fue una nadadora estadounidense especializada en pruebas de estilo libre, donde consiguió ser campeona olímpica en 1924 en los 100 metros.

## Carrera deportiva
En los Juegos Olímpicos de París 1924 ganó la medalla de oro en los 100 metros estilo libre, por delante de sus compatriotas Mariechen Wehselau y Gertrude Ederle; y también ganó medalla de oro en los relevos de 4x100 metros estilo libre, por delante de Reino Unido (plata) y Suecia (bronce).